# Charleston (Arkansas)
Charleston – miasto w Stanach Zjednoczonych, w stanie Arkansas, siedziba administracyjna hrabstwa Franklin.